# アニタ・ユン
アニタ・ユン（袁 詠儀、Anita Yuen、1971年9月4日 - ）は、香港生まれの女優。

## 経歴
1990年のミス香港でグランプリを獲得したのをきっかけに芸能界入りする。テレビドラマなどを経て1992年に『亞飛與亞基』で映画デビュー。この映画で第12回香港電影金像奨の新人賞を獲得。翌1993年の『つきせぬ想い』で悲劇のヒロインを演じて大ブレイクした。この『つきせぬ想い』と翌年の『君さえいれば/金枝玉葉』で2年連続の香港電影金像奨主演女優賞に輝く。
『我愛你』のように非常にシリアスなドラマからコメディー、時代劇と役の幅は広い。最盛期には1年に10本を超えるペースで映画に出演したが、90年代後半からはテレビドラマを中心に活動するようになる。ビジネスにも意欲的でレストランなどをチェーン展開していた。
2006年、長年のボーイフレンドであるチョン・チーラム（ジュリアン・チョン、張智霖）と結婚。同年11月に男子を出産。

## 出演

### 映画
1992年
- 亞飛與亞基
- 絶代雙驕 （天空伝説/ハンサム・シビリング）
- 風塵三俠
- 細佬識講嘢

1993年
- 黃飛鴻之鐵鶏門蜈蚣 （ラスト・ヒーロー・イン・チャイナ/烈火風雲）
- 新不了情 （つきせぬ想い）
- 情人知己
- 新難兄難弟 （月夜の願い）
- 李洛夫奇案
- 砵蘭街大少
- 邊城浪子 （別名「仁者無敵」。日本版は『英雄剣』）
- 新碧血劍 （ユン・ピョウ IN 妖刀秘伝）
- 笑俠楚留香
- 至尊三十六計之偸天換日

1994年
- 年年有今日 （アニタ・ユンの恋はあせらず）
- 錯愛
- 暴雨驕陽
- 殺手的童話 （キリング・アンド・ロマンス 狂気の愛）
- 大富之家 （幸せはイブの夜に）
- 金枝玉葉 （君さえいれば/金枝玉葉）
- 國產凌凌漆 （0061 北京より愛をこめて!?）
- 姉妹情深
- 沈黙的姑娘 （金城武の香港犯罪ファイル）
- 超霸女郎（別名「暴風眼」。日本版は『ワンダーレディ』）
- 昨夜長風
- 播種情人
- 珠光寶氣 （別名「靈幻仙珠」）

1995年
- 金玉滿堂 （金玉満堂/決戦!炎の料理人）
- 我要活下去
- 山水有相逢 （ゴールデン・ガール）
- 霹靂火 （デッドヒート）
- 整蟲王
- 沒有老公的日子
- 救世神棍
- 橫紋刀劈扭紋柴
- 夜半一點鐘

1996年
- 大三元 （恋する天使）
- 虎度門 （喝采の扉）
- 賭神3之少年賭神 （ゴッド・ギャンブラー/賭神伝説）
- 怪談協會
- 金枝玉葉2 （ボクらはいつも恋してる! 金枝玉葉2）
- 麻麻帆帆
- 運財至叻星
- 基佬四十 （BE MY BOY）

1997年
- 擁抱朝陽
- 完全結婚手冊
- 戇星先生

1998年
- 我愛你
- 香港大夜總會 （香港大夜総会 タッチ&マギー）
- 渾身是膽 （エンター・ザ・イーグル）
- 安娜瑪徳蓮娜 （アンナ・マデリーナ）
- Knock Off （ノック・オフ）

1999年
- 龍火 （ドラゴン・ヒート）

2000年
- 唔該借歪!!

2001年
- 風雲歳月
- 科場插班生

2003年
- 中国功夫少女組

2004年
- 30分鐘戀愛 （大陸版は「我愛天上人間」）

2005年
- 細佬情緣
- 孤戀花

2007年
- 門徒（プロテージ/偽りの絆）

2013年
- 葉問:終極一戰（イップ・マン 最終章）

### テレビドラマ
1991年
- 我愛玫瑰園
- 他來自天堂
- 我為錢狂

1997年
- 歸航

1999年
- 花木蘭

2000年
- 笑倣江湖（スウォーズマン 笑傲江湖）
- 小迷糊闖江湖

2001年
- 無情海峽有晴天
- 新楚留香
- 神探方天謬 （別名「方謬神探」「敗家子」）
- 祖先開眼

2002年
- 法內情2002
- 天下第一媒婆

2003年
- 道光秘史 （別名「道光禁煙秘史」）
- 醉無敵 （新酔拳）
- 草民縣令

2004年
- 南少林 三十六房 （SHAOLIN 少林三十六房）

2005年
- 孤戀花
- 一江春水向東流
- 鮮女宅急配
- 我家不打烊

2006年
- 百萬新娘

2011年
- 水滸伝（水滸伝 All Men Are Brothers）

2015年
- 多情江山（皇貴妃の宮廷）

2018年
- 唐磚（大唐見聞録 皇国への使者）

### CM
- ハウス食品「とろみ好麺」（1999年）[1]